# Trebnitz (Burgenlandkreis)
Trebnitz is een plaats en voormalige gemeente in de Duitse deelstaat Saksen-Anhalt en maakt deel uit van de gemeente Teuchern in de Landkreis Burgenlandkreis. Trebnitz telt 868 inwoners.

## Galerij

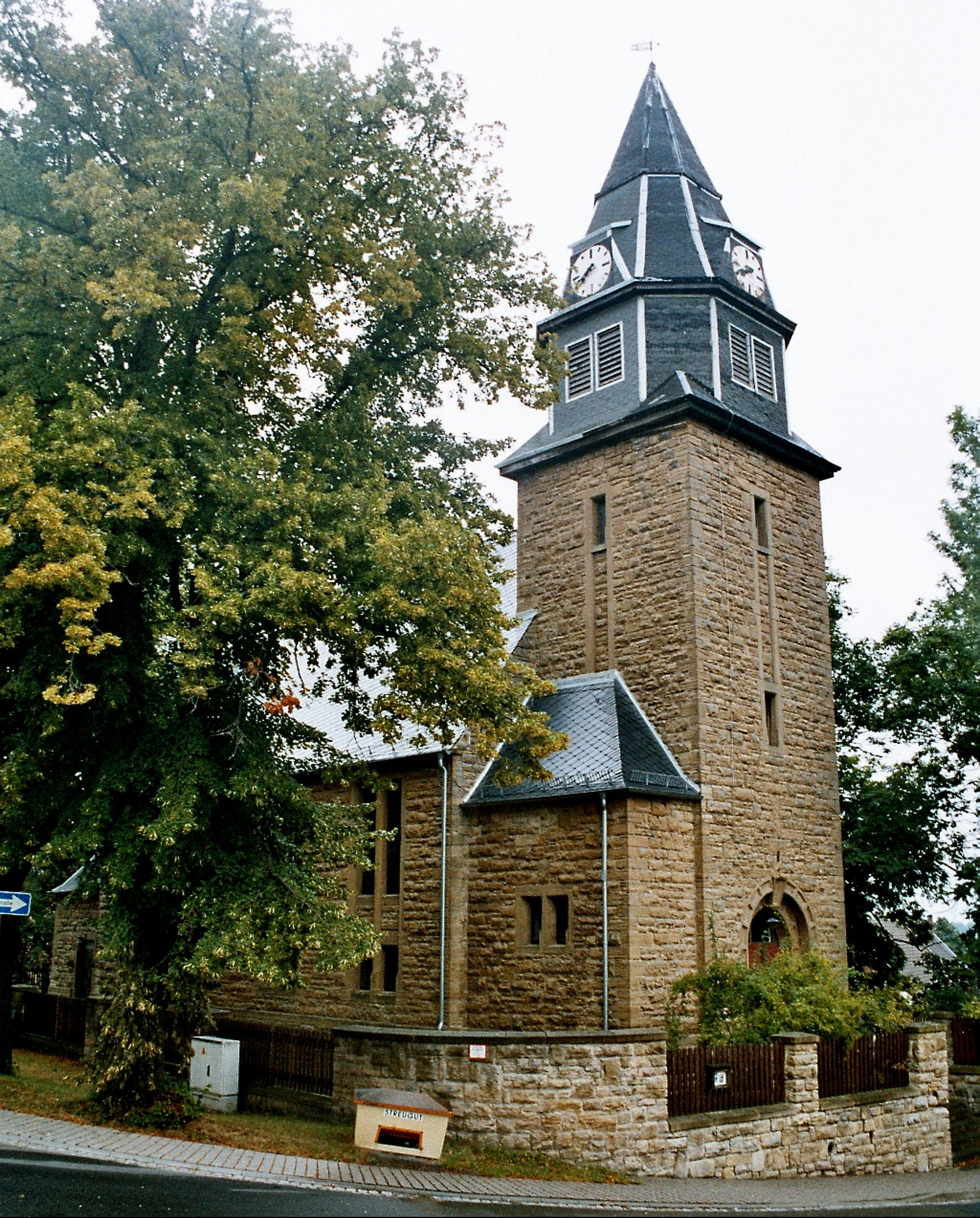
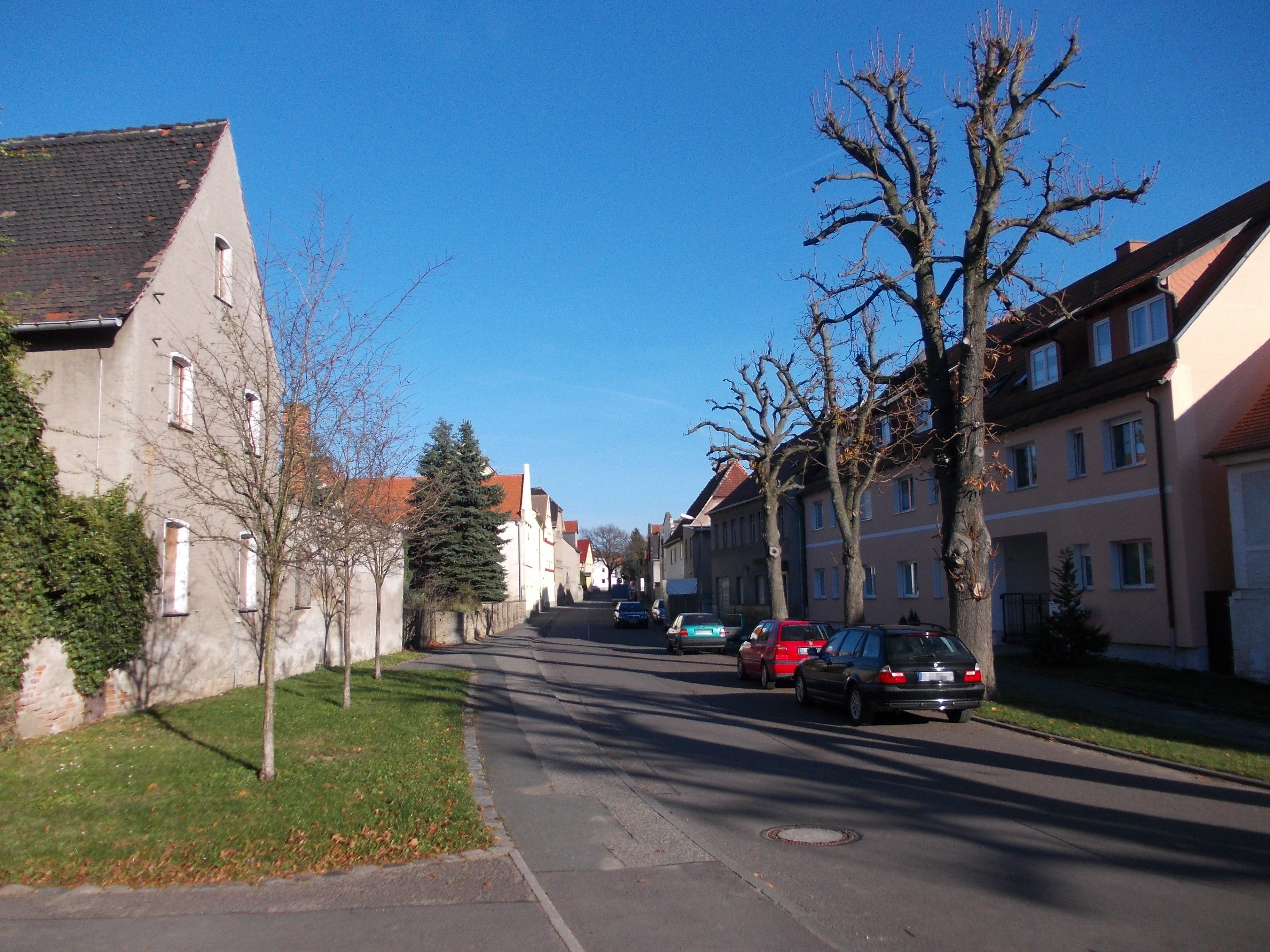
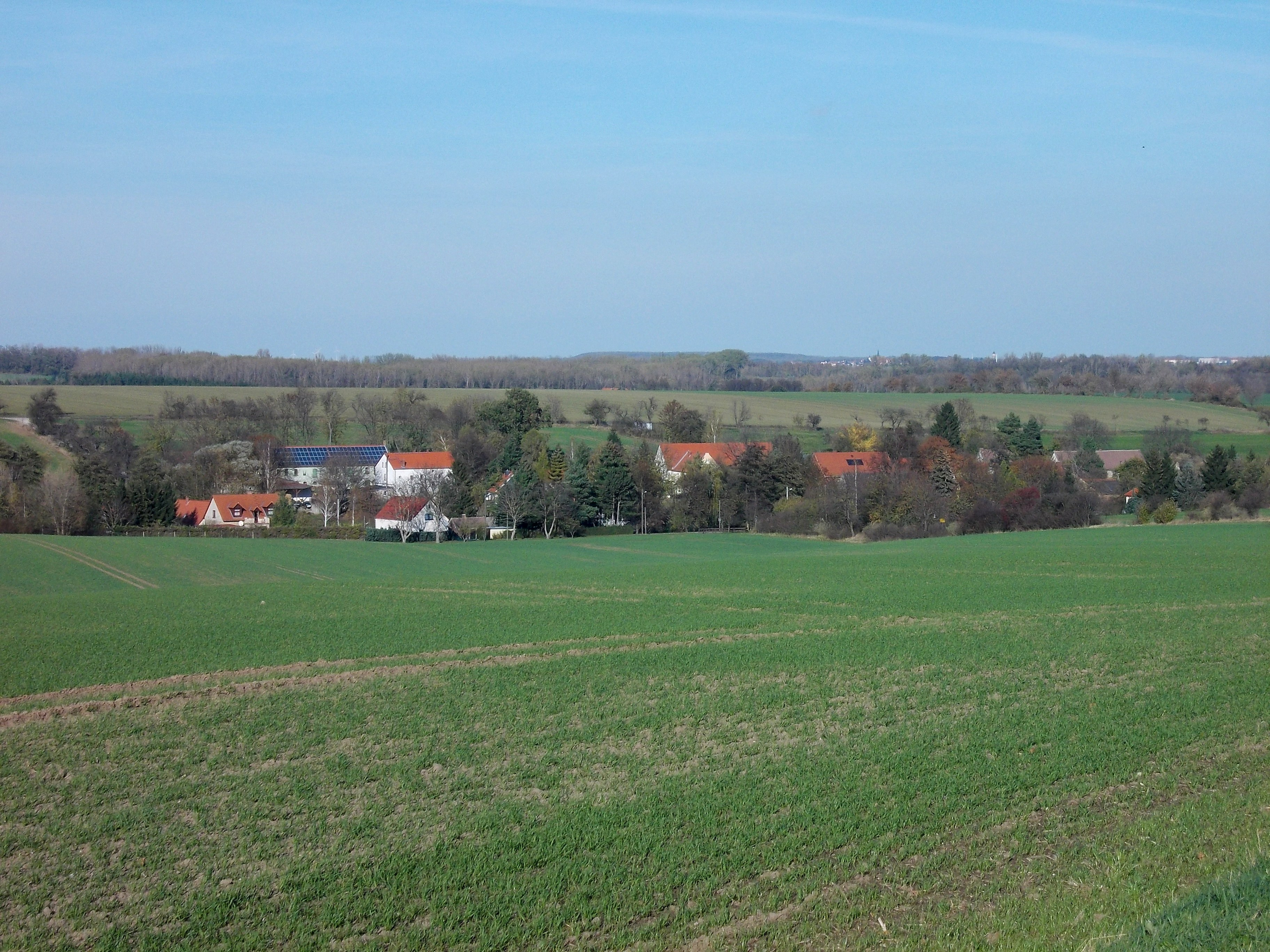
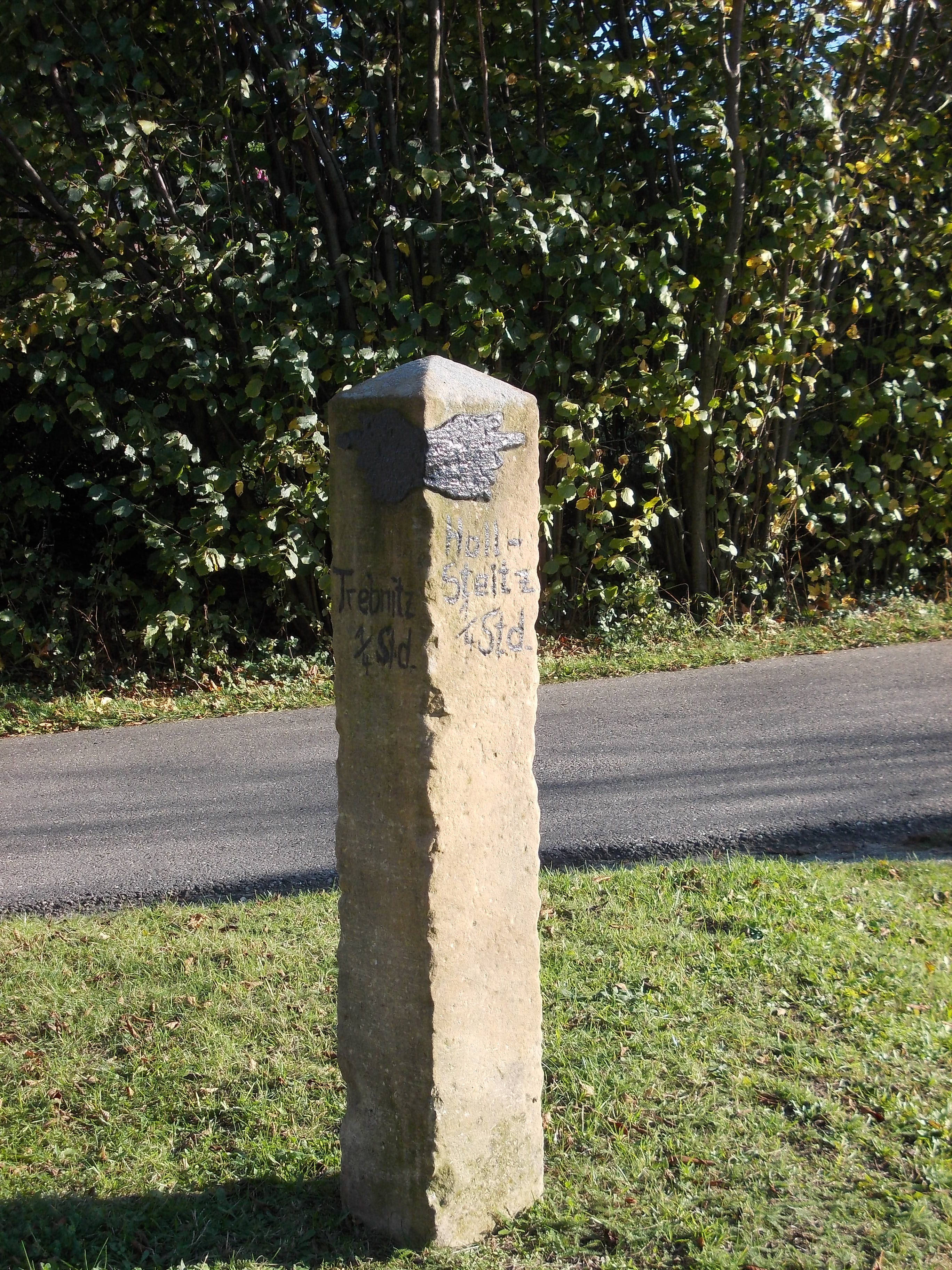